# Mönsterås
Mönsterås ( ouça a pronúncia) é uma cidade da província histórica da Småland, no sul da Suécia.
É a sede do município de Mönsterås, pertencente ao condado de Kalmar.
Tem uma área de 5 km² e uma populacão de 5 270 habitantes (2018).
Está situada a 40 km a norte da cidade de Kalmar, junto ao estreito de Kalmar.